# Ferenc Gyulai
Conde Ferenc Gyulai de Marosnémeti et Nádaska (Pest, 1798 - Viena, 1868) fue un general del Imperio austríaco. En 1849 fue nombrado ministro de la Guerra por Francisco José I. Sólo duraría en el cargo un año.
Como militar destacó por su participación en la invasión del Piamonte durante la Unificación de Italia. Al mando de sus tropas atravesó el río Ticino el 29 de abril de 1859, invadiendo territorio piamontés. En esta invasión sufrió dos duras derrotas en la Batalla de Montebello y de Magenta. En ambas batallas Gyulai perdió miles de hombres y decantó la guerra a favor del bando italiano. Tras la derrota en Magenta fue destituido por su ineficacia. Durante el tiempo que duró la invasión ejerció como virrey austriaco del Milanesado. Volvió a Austria donde moriría nueve años después.